# Informatikmittelschule

Offizielles Logo, kreiert von M. R. der Pilotklasse Winterthur

Die Informatikmittelschule (IMS) ist eine Ausbildungseinrichtung in der Schweiz, welche man dort nach den obligatorischen 9 Schuljahren besuchen kann. Als Abschluss erhält man, neben dem Eidgenössischen Fähigkeitszeugnis als Informatiker Fachrichtung Applikationsentwicklung, wie man es auch bei einer absolvierten Lehre erhält, noch eine Kaufmännische (nicht Technische) Berufsmaturität, Ausrichtung Wirtschaft und Dienstleistungen, Typ Wirtschaft. Die Schulen hatten einst eine Frauenquote, um eine gezielte Förderung für Frauen in der Informatik zu bieten. Diese wurde aber wegen eines Mangels an qualifizierten Interessentinnen aufgegeben, um den Fachkräfte bedarf besser zu decken.

## Aufnahmebedingungen
Der Eintritt in die Informatikmittelschule kann nach Abschluss obligatorischen Schulzeit (neun Schuljahre) oder nach einem zusätzlichen Jahr erfolgen. Die Altersgrenze ist 18 Jahre mit Stichtag am 1. Mai.
Zürich:
- Aus 3. Klasse der Sekundarschule A oder
- Aus 3. Klasse der gegliederten Sekundarschule, Stammklasse erweiterte Anforderungen, beide Niveaufächer das erweiterte oder mittlere Niveau

Aargau:
- Aus 4. Klasse der Sekundarschule (nach bestandener Aufnahmeprüfung) oder
- Aus 4. Klasse der Bezirksschule

Thurgau:
- Aus 3. Klasse der Sekundarschule E/G (Stellwerk 8 dient als Aufnahmeprüfung)
- Aus Brückenangebot (10. Schuljahr)

## Ausbildung
Der Ausbildungsweg gliedert sich folgendermassen in zwei Teile:
- 3 Jahre mittelschulische Ausbildung. Wird an der jeweiligen Kantonsschule absolviert. Beinhaltet Fächer für die kaufmännische und allgemeine Ausbildung wie Rechnungswesen, Betriebswirtschaftslehre, Volkswirtschaftslehre, Geschichte, Staatskunde, Sprachen (Französisch und Englisch), Mathematik, Projektketten in Wirtschaft, Geschichte und Ökologie (Liste nicht komplett). Im Durchschnitt werden an einem Tag in der Woche speziell Informatikbezogene Fächer unterrichtet. Dafür werden in der Regel externe Fachkräfte oder Institute herangezogen. Nach diesen drei Jahren müssen die Praktikanten die Diplomprüfung ihrer schulischen Fächer bestehen. Das Abschlusszeugnis und das Diplom selbst werden aber erst mit Abschluss des Praktikumsjahres ausgestellt.
- 1 Jahr Praktikum bei einem Unternehmen im Informatiksektor, das berechtigt ist, Lehrlinge auszubilden. Die Praktikumsstellen müssen von den Auszubildenden selbst gesucht werden; Die Schule vermittelt aber aktiv Stellen für ihre Abgänger, so dass es nur selten dazu kommt, dass man zum Schuljahresbeginn noch ohne Stelle dasteht. Das Praktikum selbst ist eine Vollzeitstelle – während dieses Jahres werden keine schulischen Fächer mehr unterrichtet. Die Praktikanten sind in den Grundlagen der Applikationsentwicklung bereits ausreichend fundiert, um nach kurzer Einarbeitungszeit als vollwertige Mitarbeiter im Unternehmen eingesetzt werden zu können. Während diesem Jahr wird auch die Individuelle Praktische Arbeit abgeschlossen, eine maximal zweiwöchige selbstständige Arbeit im Bereich der Informatik, welche Voraussetzung für den Abschluss ist.

Der Abschluss der IMS berechtigt zum prüfungsfreien Eintritt an einer Fachhochschule (FH). Beliebt sind die Fachhochschulen HSR und zhaw, an denen Informatikstudiengänge mit unterschiedlichen Schwerpunkten belegt werden können.

## Schulen
- Alten Kantonsschule Aarau in Zusammenarbeit mit der BBB IT School Baden[4]
- Kantonsschule Baden in Zusammenarbeit mit der BBB IT School Baden[5][6]
- Kantonsschule Hottingen (Zürich)[7]
- Kantonsschule Büelrain (Winterthur)[8]
- Kantonsschule Frauenfeld (Thurgau)[9]
- bwd (Bern)[10]
- Informatikmittelschule (IMS)  (Basel)[11]
- FMZ Luzern, BBZW-Sursee[12]

und weitere